# Svenska Gitarr och Luta Sällskapet
Svenska Gitarr och Luta Sällskapet (SGLS) är en riksomfattande ideell förening som bildades 1968 på initiativ av gitarristen Jörgen Rörby. Föreningens syfte är att "upprätthålla intresset för kvalificerat gitarr- och lutaspel" samt tillvarata medlemmarnas intresse inom området. Föreningen är öppen för alla, både musiker, instrumentbyggare och allmänt intresserade. Medlemmarna finns i alla skandinaviska länder.
Föreningen ger ut tidskriften "Gitarr och Luta" till alla sina medlemmar samt anordnar sommarkursen "Liten gitarrakademi" där flera internationellt etablerade gitarrister deltagit. 
Varje år delar föreningen ut "Jörgen Rörby-stipendiet" till en lovande ung gitarrist.